# Hoppe elastik
 Ikke at forveksle med Elastikspring.
Hoppe elastik / Elastik-hop / Gummi-hop / Gummitwist  (legen har mange navne afhængig af tid og sted) er navne på en leg (oftest leget af piger), som frem for alt kræver dygtighed, rytme og kropskontrol.
Navnet Gummitwist kommer af den benyttede (bukse-)elastik og dansen twist, hvis navn kommer af det engelske to twist = at vride/dreje, som betegner den vridende bevægelse man foretager sig, når man danser dansen eller leger legen.

## Udstyr
Til gummitwist benyttes en ca 4 til 6 meter lang elastik, enten 'bukseelastik' eller en til formålet indkøbt kulørt elastik.
Legen leges af mindst tre deltagere. Er man alene eller kun to deltagere må man fastgøre elastikken på hvad der lige findes i nærheden (en spand, et træ, en pæl, et par kroge i en væg eller andet). 

## Deltagere og regler
Antallet af deltagere kan være så højt man ønsker. Ved mange deltagere må man dog vente længere på sin tur. Reglerne kan variere fra sted til sted, da de oftest er mundtligt overleveret fra den ene til den anden, og ændres lidt efter evner og behov. Grundprincippet er dog altid det samme:

### Grundregler
Elastikken udspændes i ankelhøjde mellem benene på to deltagere, som står ansigt mod ansigt med let spredte ben så langt fra hinanden, at elastikken er nogenlunde spændt. Deltageren, der "har tur", hopper nu ind i, på eller over elastikken i et forud bestemt mønster og rytme. Begår denne person en fejl, er det den næste deltagers tur. Klarer deltageren turen bliver sværhedsgraden øget f.eks. ved at elastikken hæves et stykke eller hastigheden øges. Der kan også være flere deltagere, der hopper samtidigt.

#### Fejl
Fejl under legen kan være:
- At berøre elastikken, når det ikke er planen.
- Lande forkert med en fod på elastikken.
- Blive 'hængende' i elastikken.
- Glemme et spring i rytmen.
- Lande på forkert side af elastikken

#### Sværhedsgrader
For at øge sværhedsgraden sættes elastikken højere, så man skal springe højere. Man kan også gøre afstanden mellem siderne mindre, så der bliver et mindre mellemrum at ramme under springene. Desuden kan de, der holder elastikken bevæge denne, så den svinger under udøvelsen.
Som højde på elastikken startes med ankelhøjde, derefter læghøjde, knæ, over-lår og hoftehøjde.
Bredden af 'ringen' kan være:
- Bred - omtrent et skridt mellem fødderne.
- Normal - en fodlængde mellem fødderne.
- Smal - fødderne tæt sammen.
- Et-ben - elastikken sættes kun på det ene ben.

#### Springvarianter
Der findes mange forskellige springvarianter. De mest almindelige er:
- Midte - fødderne lander imellem de to sider.
- Omkring - fødderne lander på hver sin side af elastikkerne.
- På - en eller begge fødder lander på elastikkerne, afhængig af aftalt mønster.
- Ude - ved det sidste spring i rækkefølgen lander man med begge ben på samme udvendige side af elastikken.

Disse navne kan naturligvis variere afhængig af hvor i landet man har lært legen.

## Rytme
For at holde en bestemt rytme bliver der oftest sunget /sagt et vers, som også tjener til at huske rækkefølgen af de forskellige spring.
Sådanne vers kan være:
- Trick – Track – Anders And – Mickey Mouse – ind og ud
- Et traditionelt vers, der betegner hoppene, kan være: side, side, midte, bredde, side, side, midte, ud, hvor man ved side, side, skal hoppe med benene om hhv højre og venstre side af elastikken. Ved midte hopper man med begge fødder inden i det strakte elastik, med bredde har man benene på hver sin side af elastikken, og på ud springes ud af elastikken.

## Varianter
- I den kinesiske variant er elastikken krydset på midten, og deltageren må hoppe som i en hinkerude mellem de to halvdele i aftalt rækkefølge.
- I en variant med flere deltagere står der tre personer og holder elastikken spændt ud i en trekant, og tre deltagere kan hoppe i hvert sit hjørne, og så skifte hjørne på aftalt tidspunkt, stadig i rytmen. Også her forlader den, som hopper forkert, legen, og den der til sidst er alene tilbage har vundet.

## Weblinks
- En side om emnet (på tysk) Arkiveret 28. august 2019 hos  Wayback Machine
- Endnu en tysk beskrivelse
- Lidt diskussion om denne og andre lege på Hestenet.dk